# Spumante
Spumante (italienska: 'mousserande', 'skummande'), vino spumante, är den italienska beteckningen för mousserande vin. Den motsvaras i Frankrike av Crémant och i Spanien av Cava.
Asti Spumante är ett känt spumantevin från Piemonte i norra Italien som tillverkas med dioisemetoden av druvan Moscato Bianco. Vinet är sött och har klassificerats som DOCG, vilket är den högsta kvalitetsklassen i den italienska vinlagstiftningen.
Moscat d'Asti är ett vin som produceras av samma druva i samma område som Asti Spumante, men med lägre tryck och lägre alkoholhalt, vilket på italienska kallas frizzante till skillnad från spumante.

## Källhänvisningar
1. ↑   spumante i Nationalencyklopedins nätupplaga. Läst 15 mars 2015.
2. ↑  ”Method Dioise / Asti Spumante” (på engelska). Effervescents du Monde. Arkiverad från originalet den 25 november 2013. https://web.archive.org/web/20131125143430/http://www.effervescents-du-monde.com/pages/80_efferv/meth_dioise.en.html.
3. ↑  Marisa D'Vari (26 mars 2013). ”Moscato D’Asti Vs. Asti Spumante” (på engelska). A Wine Story. Arkiverad från originalet den 23 juni 2015. https://web.archive.org/web/20150623135217/http://awinestory.com/2013/03/moscato-dasti-vs-asti-spumante.html/comment-page-1.